# 한희원 (골프 선수)
한희원(1978년 6월 10일~)은 대한민국의 골프 선수이다. 1998년에 프로로 전향하여 한국 LPGA 투어에서 6번 우승을 거두었다. 